# Шьямалан, Ишана Найт
Ишана Найт Шьямалан (англ. Ishana Night Shyamalan; род. 1999 или 2000) — американский кинорежиссёр. В 2024 году состоялась премьера её дебютного фильма «Смотрители», продюсером которого выступил её отец, М. Найт Шьямалан.

## Биография
Шьямалан родилась и выросла в Филадельфии. Дочь режиссёра М. Найта Шьямалана. Она окончила Школу искусств Тиш при Нью-Йоркском университете.
Ишана часто сотрудничает со своей старшей сестрой Салекой и является режиссером большинства её музыкальных клипов.
Шьямалан стала режиссёром и сценаристом нескольких эпизодов телесериала ужасов «Дом с прислугой», шоураннером которого был её отец. Шьямалан также была вторым режиссёром в фильмах отца «Время» (2021) и «Стук в хижине» (2023).
В феврале 2023 года стало известно, что Шьямалан дебютирует в качестве режиссёра фильма ужасов «Смотрители». Фильм был спродюсирован её отцом и вышел в прокат 7 июня 2024 года, получив негативные отзывы критиков и заработав 51,2 миллиона долларов в мировом кинопрокате.

## Фильмография
| Год       | Название        | Режиссёр | Сценарист | Продюсер |
| --------- | --------------- | -------- | --------- | -------- |
| 2021      | Время           |          |           |          |
| 2021-2023 | Дом с прислугой | Да       | Да        | Да       |
| 2023      | Стук в хижине   |          |           |          |
| 2024      | Смотрители      | Да       |           |          |